# Nordkorea i olympiska sommarspelen 1972
Nordkorea deltog i de olympiska sommarspelen 1972 med en trupp bestående av 37 deltagare, 23 män och 14 kvinnor, vilka deltog i 23 tävlingar i tio sporter. Landet slutade på 21:a plats i medaljligan, med en guldmedalj och fem medaljer totalt.

## Medaljer

### Guld
- Ho-Jun Li - Skytte, Kortdistans 60 skott liggande

### Silver
- Kim U-Gil - Boxning, Lätt flugvikt

### Brons
- Kim Gwong-Hyong - Brottning, Flugvikt, fristil
- Kim Yong-Ik - Judo, Lättvikt
- Nordkoreas damlandslag i volleyboll - Volleyboll, Damernas turnering